# Diocesi di Zhouzhi
La diocesi di Zhouzhi (in latino: Dioecesis Ceucevensis) è una sede della Chiesa cattolica in Cina suffraganea dell'arcidiocesi di Xi'an. Nel 1950 contava 23.397 battezzati su 920.000 abitanti. La sede è vacante.

## Territorio
La diocesi comprende parte della provincia cinese dello Shaanxi.
Sede vescovile è la città di Zhouzhi, dove si trova la cattedrale del Cuore Immacolato di Maria.

## Storia
La prefettura apostolica di Zhouzhi (Chowchich) fu eretta il 17 giugno 1932 con il breve Cum Vicarius di papa Pio XI, ricavandone il territorio dal vicariato apostolico di Xi'anfu (oggi arcidiocesi di Xi'an). Fu l'ultima circoscrizione ecclesiastica eretta nella provincia dello Shaanxi e la prima a non essere affidata a missionari stranieri, ma al clero cinese.
Il 10 maggio 1951 la prefettura apostolica è stata elevata a diocesi con la bolla Arduum a Nobis di papa Pio XII.
Il 25 gennaio 1982 è stato ordinato vescovo "clandestino" il sacerdote Paul Fan Yufei, deceduto il 5 aprile 1995. Il 4 settembre 2004 è deceduto il vescovo "ufficiale" Alfonsus Yang Guangyan, vescovo dal 17 dicembre 1995; suo successore è stato il vescovo di Xi'an in qualità di amministratore apostolico. Nell'ottobre 2005 è stato ordinato clandestinamente il vescovo Martin Joseph Wu Qinjing, che nel luglio 2015 ha avuto anche l'approvazione del governo.

## Cronotassi dei vescovi
Si omettono i periodi di sede vacante non superiori ai 2 anni o non storicamente accertati.
- John Tchang † (14 giugno 1932 - 1º luglio 1940 deceduto)
- Joseph Kao † (30 maggio 1941 - 1951 dimesso)
- Louis Li Pai-yu † (10 maggio 1951 - 8 febbraio 1980 deceduto)
  - Sede vacante
  - Paul Fan Yufei † (25 gennaio 1982 consacrato - 5 aprile 1995 deceduto) (vescovo clandestino)
  - Alfonsus Yang Guangyan † (17 dicembre 1995 - 4 settembre 2004 deceduto) (vescovo ufficiale)
  - Martin Joseph Wu Qinjing, dal 19 ottobre 2005 (clandestino fino al 2015, poi riconosciuto dal governo)

## Statistiche
La diocesi nel 1950 su una popolazione di 920.000 persone contava 23.397 battezzati, corrispondenti al 2,5% del totale.
| anno | popolazione | popolazione | popolazione | presbiteri | presbiteri | presbiteri | presbiteri                | diaconi | religiosi | religiosi | parrocchie |
| anno | battezzati  | totale      | %           | numero     | secolari   | regolari   | battezzati per presbitero | diaconi | uomini    | donne     | parrocchie |
| ---- | ----------- | ----------- | ----------- | ---------- | ---------- | ---------- | ------------------------- | ------- | --------- | --------- | ---------- |
| 1948 | 25.000      | 1.000.000   | 2,5         | 24         | 24         |            | 1.041                     |         | 13        | 13        | ?          |
| 1950 | 23.397      | 920.000     | 2,5         | 24         | 22         | 2          | 974                       |         | 10        | 12        | 91         |

Secondo le fonti statistiche riportate dall'Agenzia Fides, nel 2012 la diocesi conta oltre 70.000 fedeli, 57 sacerdoti, 152 chiese e cappelle, 120 seminaristi, oltre 200 religiose e due santuari (Monte della Croce e Santuario della Madonna di Hu Xian).